# アレキサンダースター

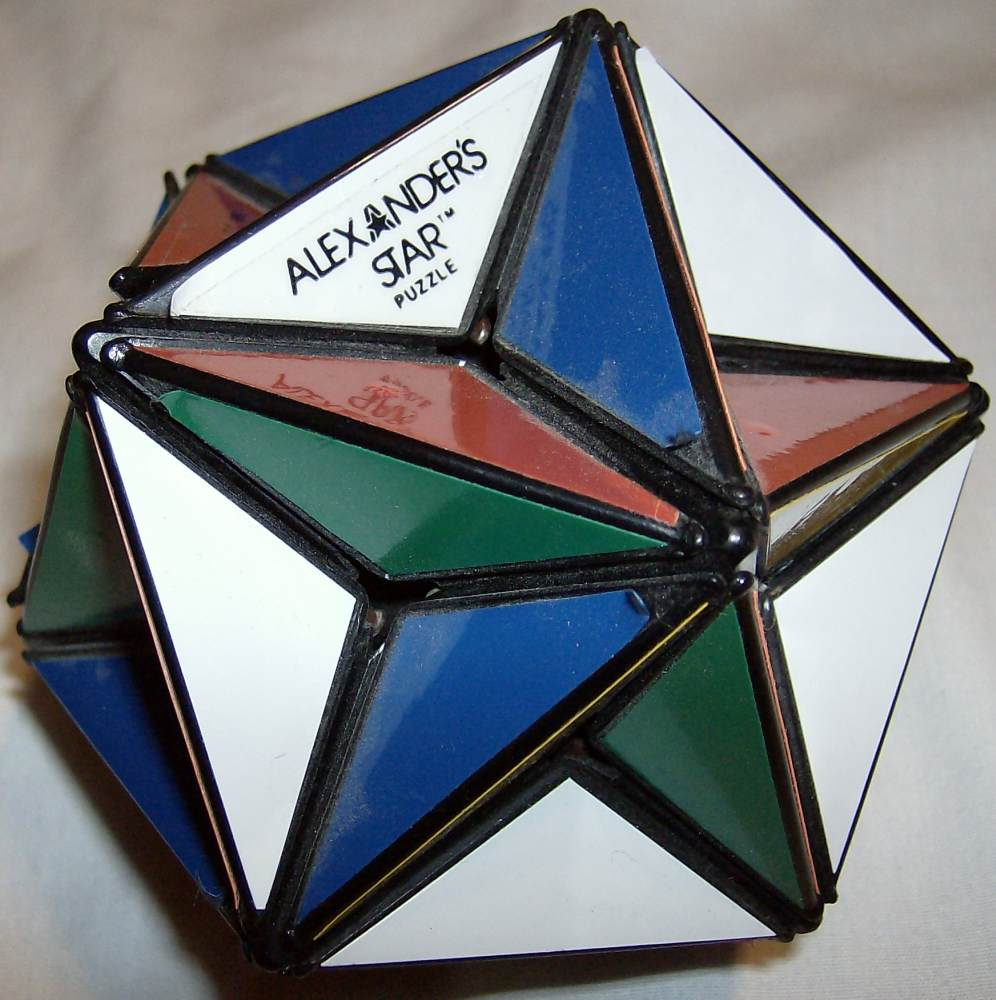
アレキサンダースター

アレキサンダースター(Alexander's Star)は大十二面体の形をしたパズルである。
1982年にアダム・アレキサンダーにより考案された。
頂点の星形のグループの中で回転させることが出来、全ての星形の面で外側の余白が同色になるようにする事が目的となっている。
このパズルには約7.2×1034通りの配置がある。